# 埃尔科莱一世·德斯特
埃尔科莱一世·德斯特（義大利語：Ercole I d'Este；1431年10月26日（费拉拉）—1505年6月15日，又譯作埃爾科萊一世·德·埃斯特），费拉拉公爵，埃斯特家族成员，綽號為北風與鑽石。

## 生平
埃尔科莱出生于费拉拉，其父是费拉拉侯爵尼科洛三世·埃斯特，其外祖父是萨卢佐伯爵托马斯三世。
1445年至1460年，埃尔科莱在阿拉贡国王阿方索五世的那不勒斯宫廷中接受教育，学习军事艺术、骑士品质、建筑和美术鉴赏等，使得其日后成为文艺复兴的重要资助人之一。 
1471年，费拉拉公爵博尔索·埃斯特去世，埃尔科莱继位。1473年，埃尔科莱迎娶那不勒斯国王斐迪南一世之女阿拉貢的埃萊奧諾拉。
1482年至1484年，埃尔科莱因食盐专卖权与威尼斯共和国及罗马教皇西克斯图斯四世开战，称为费拉拉战爭，當時城內飢饉，情勢嚴峻。战争以《巴尼奥洛条约》的签署而告终，埃尔科莱被迫割让波河平原，以换取费拉拉的独立。埃尔科莱将此视为耻辱，努力重建城邦，很快就恢復生產，繁榮經濟。
1494年，初期的意大利战争（意大利战争）爆发，埃尔科莱保持中立，以期改善与教皇国的关系。在埃尔科莱的撮合下，其子阿方索·埃斯特一世与罗马教皇亚历山大六世之女魯克蕾齊亞·波吉亞成婚，此舉帶來顯著的領土增長。
在埃尔科莱统治下，费拉拉成为欧洲最发达的城市之一，號稱「歐洲第一個真正新式的城市」。他是第一個以文藝復興理念來進行城市規劃的人，更從1492年開始，把城區與城牆擴大了一倍；他聘雇建築師比亞喬·羅塞蒂負責各項工程，如今费拉拉的许多著名建筑就是在当时建造的。
埃尔科莱还资助了文艺复兴时期的众多艺术家，他對藝術的贊助，某種程度上是為了補償早期的軍事挫敗——最明顯的是，他是惟一一個在自家發行的硬幣上，將自己刻劃成羅馬皇帝的義大利城邦元首。
因為他喜愛音樂，招攬歐洲最著名的音樂家與作曲家為他創作，因此不只是義大利的音樂家，諸如雅各布·奧布雷赫特、阿德里安·維拉爾特、若斯坎·德普雷這些出身於低地國的作曲家，都來到費拉拉共襄盛舉。
埃爾科萊是佛羅倫斯改革派教士薩佛納羅拉的一貫支持者，薩佛納羅拉生於費拉拉，長期獲得埃爾科萊在宗教與政治上的贊助。當1498年薩佛納羅拉在佛羅倫斯的短暫統治被推翻時，埃爾科萊試圖把他給引渡出來，但卻以失敗告終，這位改革教士在酷刑折磨之後，最終於同年死於火刑。
1505年，埃尔科莱去世，其子阿方索一世·埃斯特继位。

## 家庭
埃尔科莱与伊莱奥诺拉共育有六个子女：
- 阿方索一世·埃斯特:費拉拉公爵，迎娶魯克蕾齊亞·波吉亞。
- 伊莎貝拉·埃斯特:曼圖亞侯爵夫人，嫁給了弗朗切斯科·貢扎加二世。
- 贝亚特丽切·埃斯特:米蘭公爵夫人，嫁給了盧多維科·斯福爾扎。
- 费兰特·埃斯特
- 伊波利托·埃斯特:天主教樞機。
- 西吉斯蒙多·埃斯特

埃尔科莱还有两个私生子。
- 魯克蕾齊亞·埃斯特
- 朱利奧·埃斯特

| 前任： 博尔索·埃斯特 | 费拉拉、摩德纳和雷焦公爵 1471年-1505年 | 繼任： 阿方索一世·埃斯特 |